# 精英出擊
《精英出擊》（英語：General Commander）是一部2019年美國動作片，羅斯·克拉克森和菲利普·馬丁尼茲，史蒂芬·席格主演。該片於2019年5月28日發行DVD。

## 劇情
故事描述以傑克·亞歷山大為首的中情局團隊試圖捉拿從事非法器官的犯罪領主，但在失去一名隊員後始行動告終。為了復仇，傑克在之後決定另尋金主並召集隊友來再次對抗敵人。

## 发布
《精英出击》於2019年5月28日发布了蓝光和DVD。

## 外部連結
- 互联网电影数据库（IMDb）上《General Commander》的资料（英文）